# Юзеф Коздра
Юзеф Коздра (пол. Józef Kozdra; 1924, Висока Стрижовська, Львівське воєводство, Друга Річ Посполита — 2005, Бидгощ, Республіка Польща) — польський генерал громадянської міліції (MO), у 1975—1990 роках — Бидгощський воєводський комендант MO та начальник воєводського управління МВС ПНР. Брав участь у політичних переслідуваннях і протистоянні ПОРП з профспілкою Солідарність. Набув популярності своєю роллю у Бидгощском кризі березня 1981 року. Відправлено у відставку після зміни суспільно-політичного устрою Польщі.

## Початок служби
Народився у селянській сім'ї з гміни Стрижів. У вісімнадцятирічному віці вступив до компартії ПРП, з 1948 року — ПОРП. Брав участь у партизанському русі. У 1944 році вказівкою Жешувського повітського комітету ПРП спрямовано на службу в громадянську міліцію (MO) Стрижова. Першим секретарем Стрижівського гмінного комітету ПРП був тоді старший брат Юзефа Коздри Владислав Коздра.
У 1945 році закінчив Офіцерську школу міліції у Слупську та Центральну школу офіцерів з політико-виховної частини у Лодзі. У 1946—1947 роках — заступник з політичного виховання командира оперативного батальйону Жешувської міської комендатури. Потім до серпня 1951 року служив у Жешувській повітській комендатурі. Був заступником коменданта з політичного виховання, начальником 5-го (фінансово-економічного) відділу.

## Міліційна кар'єра
З 1951 року Юзеф Коздра — офіцер Люблінської воєводської комендатури MO. У 1953—1955 роках прослухав курси керівних функціонерів Міністерства громадської безпеки в Леґьоново. Обіймав посади начальника залізничної міліції Любліна та Люблінського воєводства, начальника міліційної залізничної інспекції, начальника 5-го та 4-го (оперативний контроль) відділів.
У 1961 році Коздру у званні майора переведено до Краківської воєводської комендатури MO. У березні 1967 року у званні підполковника знову направлено до Жешува на посаду заступника воєводського коменданта. З серпня 1970 року у званні полковника — перший заступник Жешувського воєводського коменданта зі Служби держбезпеки (СБ). У лютому 1973 року переведено на ту ж посаду до Бидгощської воєводської комендатури. 1 червня 1975 року полковник Юзефа Коздру призначено Бидгощським воєводським комендантом громадянської міліції.
Юзеф Коздра вирізнявся ортодоксальним дотриманням партійної лінії. У Жешуві, Любліні, Кракові він незмінно був членом комітету ПОРП при міліційній комендатурі. Під час другої служби в Жешуві та Бидгощі був членом воєводських комітетів ПОРП.
Під час політичної кризи 1968 року підполковник Коздра жорстко контролював ситуацію у Жешуві, припиняючи студентські виступи. Через п'ять років у Бидгощі полковник Коздра суворо засуджував театральну постановку п'єси Зигмунта Дзенциловського за книгою Джона Ріда «Десять днів, які вразили світ». У секретному звіті Коздри говорилося, ніби п'єса «виявилася політично шкідливою: позиція супротивників Жовтневої революції показана надто сильною, а прихильників ослабленою». Результатом стало звільнення директора театру та дисциплінарні стягнення. Коздра також заборонив творчому клубу Beanus 70 при Педагогічному університеті Бидгоща постановку програми «І все-таки вона крутиться» до 500-річчя Миколая Коперника — через «прозорі політичні натяки з негативним контекстом, зокрема на березень 1968 року».

## Бидгощський комендант

### Протиборство з «Солідарністю»
Перші п'ять років Бидгощського воєводського комендантства Коздра перебував у тіні офіцера комендатури Мечислава Майхшака — брата всевладного першого секретаря Юзефа Майхшака. Але серпневі події 1980 року призвели до зміни регіонального партійного керівництва. Місце Юзефа Майхшака зайняв Генрик Беднарський. Братів Майхшаків зняли з постів і притягнуто до кримінальної відповідальності. Влада та вплив коменданта Коздри помітно зросли.
Полковник Коздра виступав жорстким противником профспілки Солідарність, прихильником силового придушення опозиції. Бидгощський профцентр «Солідарності» очолював Ян Рулевський, активний і непримиренний антикомуніст, прихильний до прямої дії. Жорсткий конфлікт стався навесні 1981 року. Бидгощська «Солідарність» рішуче підтримувала селянських активістів, які вимагали легалізації своєї профспілки Сільська Солідарність. На 19 березня 1981 року призначили розгляд питання Бидгощською воєводською радою. Юзеф Коздра особисто дав Яну Рулевському гарантії безпеки, запевнивши, що «міліцію не використають проти представників робітництва». Це виявилося обманом: питання про «Сільську Солідарність» було знято з порядку денного, Рулевського та його товаришів у залі засідань жорстоко побили співробітники міліції, бійці ЗОМО й агенти СБ. Рішення приймалося вищими партійними та силовими інстанціями ПНР, командування здійснювали столичні емісари, але полковник Юзеф Коздра, його заступник з СБ полковник Зенон Дринда, командир загону ЗОМО майор Генрик Беднарек були з головних постатей Бидгощської провокації.
Підпорядкована коменданту Коздрі бидгощське управління СБ встановило прискіпливий контроль промислових підприємств воєводства. Чисельність інформаторів різних розрядів сягала майже п'ятисот. На особливому контролі було 28 заводів, комбінатів і господарських комплексів, в оперативній розробці перебували 217 провідних активістів «Солідарності». За ними велося стеження, прослуховувалися розмови, розкривалася кореспонденція, засилалася агентура, відбувалися провокаційні спецоперації, розпалювалися конфлікти. Спостереження за Яном Рулевським тривало до 18 грудня 1989 року.
Водночас певне вільнодумство виявлялося у період і в бигощской міліції. Яскравим епізодом стала публікація в партійному органі «Газета Поморська» листа майже п'ятдесяти офіцерів на чолі з начальником відділу підготовки майором Генріком Гауфою та начальником відділу боротьби з економічними злочинами майором Мацеєм Зегаровським. Автори заявляли, що готові служити суспільству та «справі соціалізму», але не хочуть бути знаряддям групових політичних цілей — адресат невдоволення легко вгадувався у контексті недавньої Бидгощської провокації. Робилися спроби створити у Бидгощі структуру незалежної профспілки міліціонерів, але ініціатива жорстко блокувалася комендатурою. Гауфа та Зегаровського звільнили зі служби.

### Під час воєнного стану
13 грудня 1981 року у Польщі введено воєнний стан. Влада в країні перейшла до Військової ради національного порятунку (WRON), у Бидгощському регіоні до Воєводського комітету оборони під керівництвом військового комісара WRON полковника Юзефа Мусяли. Юзеф Коздра за посадою став членом цієї структури (поруч з воєводою Богданом Крулевським, начальником штабу військового округу полковником Едвардом Пшибильським, партійними секретарями Янушем Земке, Зеноном Жмудзинським, Ришардом Бандошеком, армійським полкомником Тадеком Куглажем, віцевоєводами Томашем Гливою та Едвардом Моликом). За наказом МВС, затвердженим у Воєводському комітеті оборони, підрозділ бидгощської міліції направили до Гданська, де його залучили у придушення демонстрацій 17 грудня.
Підпорядкування воєводської комендатури WRON здійснювалося лінією МВС на чолі з генералом Чеславом Кіщаком. У Бидгощі політичне керівництво міліцією та держбезпекою здійснювалося складніше. Спочатку воно перебувало під орудою відділу адміністративних органів воєводського комітету ПОРП на чолі із завідувачем Єжи Тополинським. Але невдовзі цю функцію перехопив організаційний відділ під керівництвом Зигмунта Новацького. У самій комендатурі існував комітет ПОРП, секретарями якого були Едвард Руткевич і (після відкликання Руткевича в МВС) Казімєж Полаковський. Комендант намагався зміцнити партійний вплив у міліції.
Бидгощську штаб-квартиру «Солідарності» захопили, розгромили й опечатали, лідерів й активістів інтерновано, вуличні акції протесту придушено ЗОМО. На пленумі воєводського комітету ПОРП 7 січня 1982 року полковник Коздра заявив, ніби в Бидгощському регіоні «більшість суспільства позитивно сприйняла запровадження воєнного стану й інтернування екстремістів із „Солідарності“ й антисоціалістичних груп». Водночас Коздра відзначав «запеклі атаки екстремістів на органи внутрішніх справ».
Серед самих міліціонерів з'являлися групи, які співчували «Солідарності», про що повідомляв партійний комітет комендатури. У звіті партійного комітету воєводської комендатури у листопаді 1982 року говорилося про «невелику групу офіцерів, які перестали поважати дисципліну та керівництво». Найбільшу тривогу комендатури та партапарату створювали настрої молодих бійців ЗОМО й особливо резервістів — солдатів термінової служби, наданих на допомогу міліції. У цьому середовищі відзначалися факти католицької релігійності, недільні відвідини костелів, політичні дискусії, схильність дослухатися «пропаганди ворожих сил». Саме на зборах партійного активу ЗОМО 15 березня 1982 року відбувся виступ командира взводу Богдана Анджеєвського, який у різкій формі висловив невдоволення необхідністю виконувати накази, що призводять до ненависті населення та розпаду сімей бійців. Анджеєвський був підданий дисциплінарному стягненню. Парткомітет поставив завдання «привести політичну свідомість на рівень підрозділів безпеки» (у СБ таких відхилень не спостерігалося). Боротися з цими явищами Коздра намагався різними способами: від дисциплінарних чисток (виявився практично розформований відділ боротьби з економічними злочинами), політзанять зі стягненнями за неявку та штрафів до грошового стимулювання, покращення соціально-побутових умов (наприклад, будівництво нового басейну) та частих урочистих церемоній з різних нагод — річниця заснування ЗОМО, візит радянського дипломата тощо.
7 грудня 1982 року, незадовго до припинення воєнного стану, Коздра видав наказ про звільнення інтернованих у Бидгощському воєводстві.

### Бидгощське УВС
У 1983 році воєводські комендатури міліції перетворили на управління внутрішніх справ. Бидгощське управління продовжував очолювати Юзеф Коздра. У 1987 році він отримав звання генерал бригади. У записі Почесної книги МВС ПНР від 7 жовтня 1984 року полковник Юзеф Коздра написано «вніс особливий внесок в операції з виявлення та ліквідації екстремістського антисоціалістичного підпілля у Бидгощском регіоні».

## Подальше життя
У 1988 році нова хвиля страйкового руху змусила владу піти на переговори в Магдаленці та Круглий стіл. 4 червня 1989 року відбулися «напіввільні вибори», на яких перемогу здобула «Солідарність». Ситуація в країні радикально змінилася. Юзеф Коздра став одним із перших звільнених зі служби силовиків воєводського рівня — 5 лютого 1990 року.
Після входу на пенсію Юзеф Коздра жив у Бидгощі приватним життям. Похований на католицькому цвинтарі Новофарни.